# Chodaki (rodzaj obuwia)

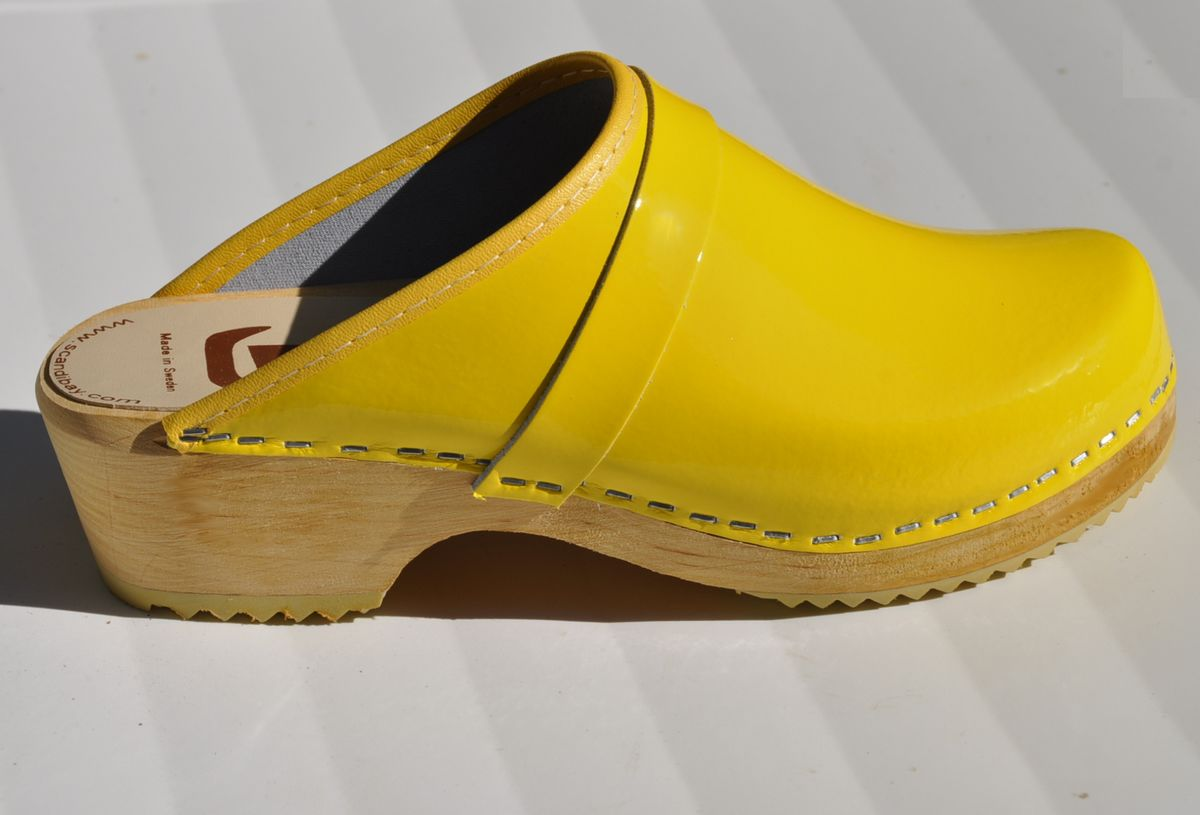
Chodak

Chodaki, chodaczki – proste obuwie, które może być wykonane z drewna (drewniaki), kory (łapcie), skóry (np. kierpce) lub innego materiału. Współcześnie chodak to zwykle but bez pięty, na drewnianej podeszwie i na podwyższonym obcasie.  
Dawna zagonowa, uboga szlachta, nosząca częstokroć zamiast droższych butów chodaki z kory lipowej, była zwana od nich szlachtą chodaczkową. Zużyte, stare chodaki nazywano chodaczynami lub chodaczyskami. 